# Sthenoteuthis oualaniensis
Sthenoteuthis oualaniensis är en bläckfiskart som först beskrevs av René-Primevère Lesson 1830 in 1830-1831.  Sthenoteuthis oualaniensis ingår i släktet Sthenoteuthis och familjen Ommastrephidae. Inga underarter finns listade i Catalogue of Life.